# Injaram
Injaram és un poble del mandal de Thallarevu, districte d'East Godavari a l'estat d'Andhra Pradesh, amb uns 2.042 habitants el 1901 (1.660 el 1881). Només és important per haver estat un dels primers establiments britànics a la costa oriental; la factoria es va fundar el 1708 i va tenir una fàbrica de teixits. El maig de 1757 fou ocupada pel francès Bussy, però va retornar als britànics el 1759. Ca restar una factoria de la Companyia Britànica de les Índies Orientals fins al 1829. Un canal de reg va agafar el seu nom. La ciutat fou severament damnada per un cicló el 1839 i va perdre tota importància.